# Арчикой (станція)
Арчикой (рос. Арчикой) — станція Могочинського регіону Забайкальської залізниці Росії, розташована на дільниці Куенга — Бамівська між станціями Кавекта (відстань — 18 км) і Зілово (9 км). Відстань до ст. Куенга — 135 км, до ст. Бамівська — 614 км; до транзитного пункту Каримська — 367 км.